# 谷潔
谷 潔（たに きよし、1957年1月11日 - ）は、日本中央競馬会（JRA）に所属する調教師。
主な管理馬に2014年の菊花賞に優勝したトーホウジャッカルがいる。

## 経歴
1957年、当時日本中央競馬会の騎手であった谷八郎の長男として生まれる。京都競馬場の厩舎地区で育ち、幼少の頃から馬に親しんだが自身は騎手を目指すことはなかった。同志社中学校・高等学校を経て同志社大学と進んだが、この間、調教師として開業した父のもとに弟子入りした田島良保、田原成貴といった騎手たちの華々しい活躍に触発され、競馬界に入ることを志す。大学卒業後に父の厩舎に厩務員として入ったが、当時は乗馬経験もなかった。1年の訓練を経て調教助手の資格を取得、1983年には研修のため渡米し、西海岸のリチャード・マンデラ厩舎でエクササイズライダー、次いでケンタッキー州のゲインズウェイファームで厩務作業に従事した。1984年末に帰国。以後谷厩舎で引き続き調教助手を務めたのち、1994年に調教師免許を取得し、翌1995年より栗東トレーニングセンターに厩舎を開業した。
1997年、管理馬ヒコーキグモがきさらぎ賞に勝利し、重賞初勝利。同馬でGI初出走となるNHKマイルカップに参戦。
1998年12月14日、降雪で延期となったダービーグランプリをナリタホマレで勝利し、ダートグレード競走初勝利を統一GIで飾る。
2009年3月28日、阪神4Rでクリノオンビートが1着となり、現役108人目となるJRA通算200勝を達成した。
2014年、トーホウジャッカルがクラシック三冠最終戦の菊花賞を制し、開業20年目でGI競走初制覇を果たした。同馬は芝3000メートルの日本レコードを樹立し、デビューから149日という菊花賞史上最短記録での勝利であった。また、八郎が調教師時代の1971年に三冠のうちの皐月賞と東京優駿（日本ダービー）を制していたことから、谷についても「親子二代で三冠制覇」と報じられた。
2016年12月3日、阪神11Rでクリノラホールが1着となり、現役70人目となるJRA通算300勝を達成した。
2025年6月28日、小倉5Rで管理するカラクニダケが1着となり、現役39人目となるJRA通算400勝を6834戦目で達成した。

## 調教師成績
|            | 日付           | 競馬場・開催  | 競走名             | 馬名               | 頭数 | 人気 | 着順 |
| ---------- | -------------- | ------------- | ------------------ | ------------------ | ---- | ---- | ---- |
| 初出走     | 1995年3月5日   | 3回京都4日9R  | 淡路特別           | チェンジ           | 8頭  | 4    | 5着  |
| 初勝利     | 1995年3月19日  | 3回京都8日4R  | 4歳未勝利          | タマビッグエックス | 15頭 | 1    | 1着  |
| 重賞初出走 | 1996年3月2日   | 1回阪神3日9R  | 阪神障害S（春）    | センターゼウス     | 9頭  | 7    | 3着  |
| 重賞初勝利 | 1997年2月2日   | 2回京都4日11R | きさらぎ賞         | ヒコーキグモ       | 10頭 | 6    | 1着  |
| GI初出走   | 1997年5月11日  | 2回東京8日11R | NHKマイルカップ    | ヒコーキグモ       | 18頭 | 9    | 4着  |
| GI級初勝利 | 1998年12月14日 | 9回水沢3日9R  | ダービーグランプリ | ナリタホマレ       | 10頭 | 3    | 1着  |
| GI初勝利   | 2014年10月26日 | 4回京都7日11R | 菊花賞             | トーホウジャッカル | 18頭 | 3    | 1着  |

### 主な管理馬
※括弧内は谷管理下における優勝重賞競走。太字はGI級競走。
- ヒコーキグモ（1997年きさらぎ賞）
- グリーンサンダー（1997年佐賀記念）
- オクターヴバンブー（1998年グリーンチャレンジカップ[注 1]）
- ナリタホマレ（1998年ダービーグランプリ[7]、1999年オグリキャップ記念[8]）
- キングザファクト（2002年ダイヤモンドステークス）
- ターボフラッシュ（2006年霧島賞[注 1]）
- サヨウナラ（2008年エンプレス杯）
- トーホウジャッカル（2014年菊花賞）
- シゲルカガ （2015年北海道スプリントカップ）
- カシノランペイジ（2018年たんぽぽ賞[注 1]）
- ヨカヨカ（2021年北九州記念）